# Ringicula pirulina
Ringicula pirulina is een slakkensoort uit de familie van de Ringiculidae. De wetenschappelijke naam van de soort is voor het eerst geldig gepubliceerd in 1897 door Locard.